# Robert Donaldson
Robert Donaldson (8 aprile 2002) è un ciclista su strada britannico che corre per il Team Jayco AlUla.

## Palmarès
- 2019 (Juniores)

2ª tappa Coupe du Président de la Ville de Grudziądz (Lisewo > Płużnica)
Classifica generale Coupe du Président de la Ville de Grudziądz
- 2023 (Trinity Racing, una vittoria)

4ª tappa Orlen Nations Grand Prix (Bukowina Tatrzańska > Nowy Sącz)

### Altri successi
- 2019 (Juniores)

1ª tappa Sint-Martinusprijs Kontich (Kontich, cronosquadre)
Classifica a punti Coupe du Président de la Ville de Grudziądz
Classifica giovani Coupe du Président de la Ville de Grudziądz
- 2022 (Team Inspired)

Classifica giovani Tour d'Eure-et-Loir
- 2023 (Trinity Racing)

Otley Grand Prix

## Piazzamenti

### Classiche monumento
- Giro delle Fiandre

2025: 75º
- Parigi-Roubaix

2025: 103º

### Competizioni mondiali
- Campionati del mondo

Fiandre 2021 - In linea Under-23: 73º
Wollongong 2022 - In linea Under-23: 41º
Glasgow 2023 - In linea Under-23: 18º